# Andrés Aguiar
Andrés Aguiar (Montevideo, 1810 - Rome, 30 juin 1849), connu aussi en Italie sous le nom d'Andrea Aguyar et surnommé « Andrea il moro » — soit en italien Andrea le maure — est un militaire uruguayen et compagnon d'arme de Giuseppe Garibaldi. Né dans une famille d'esclave, il devient un homme libre pendant la période de l'abolition de l'esclavage en Uruguay. C'est lors de cette période qu'il connait le révolutionnaire niçois qui est actif en Amérique du Sud au cours de la Grande Guerre. Alors motivé par les idéaux républicains de la Révolution, il s'engage aux côtés de Garibaldi et des chemises rouges lors de la première guerre d'indépendance italienne. Il apparaît à de nombreuses reprises dans des illustrations italienne et internationale aux côtés de Garibaldi. Il prend part à la République romaine et meurt au cours de la défense de Rome face aux forces françaises avec le grade de lieutenant.
Sa mémoire est peu entretenue depuis l'unification italienne. Un escalier porte son nom dans la capitale italienne, dans le quartier Gianicolense. En 2021, en parallèle de la commémoration du général Dumas et de son lien avec l'Italie, la ville de Rome décide d'installer son buste parmi les patriotes italiens et étrangers ayant participé au Risorgimento sur le Janicule,.

## Biographie

### Uruguay
Né dans une famille d'esclaves afro-américaine, Andrés Aguiar, porte le nom du général Félix Eduardo Aguiar chargé de la défense de Montevideo. On ne sait pas s'il a obtenu le statut d'homme libre ou s'il est né libre. Son métier était probablement celui de dresseur de chevaux. Toute sa vie durant, il fut renommé pour sa maîtrise de l'équitation. 
Il s'engage alors dans la grande guerre que connaît l'Uruguay de 1839 à 1851 face aux blancos. C'est lors de ce conflit qu'il connaît Giuseppe Garibaldi, membre de la légion italienne, alors exilé en Amérique du sud depuis 1835. Il s'engage auprès de l'organisation garibaldienne comme de nombreux Uruguayens afrodescendants. Il prend part à la bataille de San Antonio. Les deux hommes ne se séparent plus jusqu'à la mort d'Andrés, le décrivant comme « Calme, bon, courageux, froid devant le danger ».

### Italie
En 1848, alors que la rumeur d'un mouvement de révolte en Europe gagne les côtes américaines, Garibaldi décide de faire cap vers l'Italie. Andrés Aguiar suit les soldats qui participeront alors aux printemps des peuples et à la première guerre d'indépendance italienne. Il joue un grand rôle dans la bataille de Velletri en 1849 en sauvant Garibaldi des troupes bourbonnaises. Participant à la prise de Rome qui a pour conséquence la fuite du pape Pie IX. Aguiar fait partie des vieux compagnons de route de Garibaldi et est présent dans de nombreuses illustrations dans la presse aussi bien italienne qu'internationale comme le montre sa présence aux côtés du chef des chemises rouges dans un média tel que le London Illustrated News qui couvre la République romaine de 1849. Sa proximité avec Garibaldi lui vaut le surnom de Negro di Garibaldi, c'est cependant un autre surnom qui apparaît le plus souvent pour le désigner: Andrea il moro — Andrea le maure. La presse pontificale utilise la présence d'Aguiar dans les rangs de Garibaldi pour attaquer ce dernier. De nombreux témoignages montrent la présence du militaire uruguayen avec Garibaldi et le contraste entre les deux personnages : d'un côté la stature mince, les cheveux blonds et le cheval blanc du militaire italien et de l'autre côté l'imposante corpulence d'Aguiar qui chevauche quant à lui un cheval noir. Le volontaire suisse Hofstetter décrit ainsi Andrés Aguiera en ces mots : « une rumeur courait dans les rangs des soldats napolitains superstitieux, disant que ce soldat nègre tout de rouge vêtu, chargeait comme si personne ne pouvait le blesser — avec un couteau dans une main et une lance dans l'autre —, comme un être invulnérable, c'était l'incarnation du démon. ».

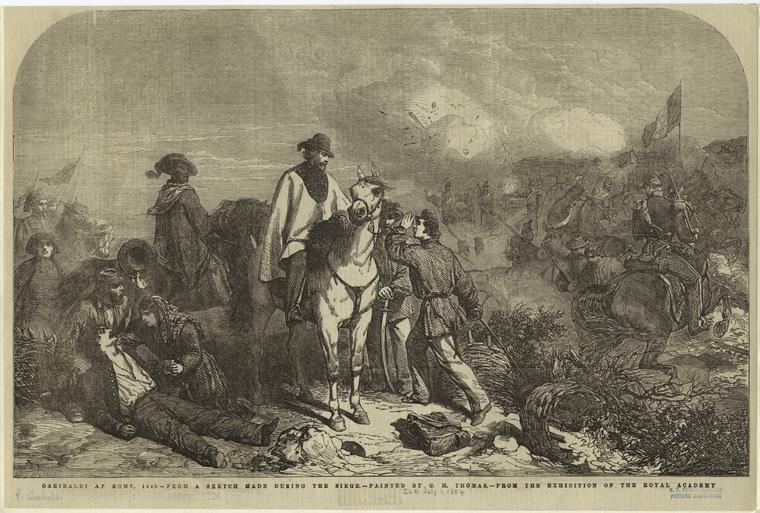
Garibaldi, Aguiar et Bixio lors de la défense de Rome. Gravure anglaise.

La répression de la République est lancée par Louis-Napoléon Bonaparte, alors président de la Deuxième République française. C'est lors de la défense de la ville éternelle qu'Andrés Aguiar meurt. D'abord touché lors du bombardement de la ville par un obus français près du Trastevere, il est évacué dans l'église Santa Maria della Scala, alors hôpital de fortune où Agostino Bertani essaie de le soigner sans succès,,. Il aurait, avant sa mort, murmuré « Longue vie aux Républiques d'Amérique et de Rome ».
La mort d'Aguiar est difficilement vécue par Garibaldi. Selon Rafael Tosi, un autre compagnon du chef des chemises rouges, c'est la seule fois où il vit Garibaldi pleurer: « Chez Garibaldi, la joie et la douleur, quand ce n'était pas dû à un hurlement de colère, ne se manifestaient pas par des signes extérieurs. Une seule fois j'ai vu ses yeux humides : il était devant le cadavre d'Andrés Aguiar, son gigantesque homme noir le plus fidèle, venu avec lui d'Amérique et tombé en 1849 dans l'épopée de la défense de Rome. »,. Garibaldi écrivit dans son journal à propos du décès d'Aguiar « Hier a été une journée fructueuse en actes d'armes : pertes et avantages. Hier l'Italie a compté de nouveaux martyrs... L'Amérique a aussi donné avec le sang de son courageux fils Andrés Aguiar, preuve de l'amour de la liberté de toutes les régions pour notre plus belle et plus malheureuse Italie ».

## Commémoration
Après l'unification de l'Italie, ses ossements tout comme ceux des protagonistes des guerres d'indépendances italiennes sont transférés dans l'ossuaire sur le Janicule. C'est sur ce site, surmonté d'une statue équestre de Garibaldi, que repose entre autres le compositeur Goffredo Mameli, auteur de l'hymne national italien. Autour de l'ossuaire se trouve aussi parmi les monuments dédiés aux souvenirs de la prise de Rome et de l'unité italienne, une série de bustes de personnalités ayant donné leurs vies pour l'unification italienne. Cependant, aucun buste d'Andrea Aguyar n'est présent sur le site.
En 1935, une rue située entre Via Aurelio Saffi et Via Fratelli Bandiera est nommée en référence à Aguiar. En 1965, la rue « Andrea il moro » devient l'escalier Andrea il moro. En 2014, enfin, la ville de Rome modifie la plaque de l'escalier pour expliquer l'histoire d'Aguiar, il est mentionné : « Andrés Aguiar, lieutenant de la République romaine (1810-1849) ».
Le 21 septembre 2013, il fait l'objet d'une exposition dans le musée historique national d'Uruguay. À cette occasion, un timbre postal est émis à son image afin de promouvoir la population afrodescendante en Uruguay.
En 2021, à l'occasion d'une commémoration pour le Général Thomas-Alexandre Dumas, la Maire de la I Municipalité de Rome, Mme Sabrina Alfonsi, invite son homologue du XVIIe arrondissement de Paris pour célébrer la mise en place des statues des deux hommes dans les villes respectives. Sont aussi présents à la cérémonie l'ambassadeur de France en Italie Christian Masset et l'ambassadeur d'Uruguay en Italie M. Gustavo Anibal Alvarez Goyoaga,. Cette mise en avant d'Andrea Aguyar participe à la démonstration de l'internationalisation du Risorgimento et de la participation de soldats de nombreuses nationalités. C'est aussi le mouvement Black Lives Matter qui favorise l'érection du buste du compagnon de Garibaldi.

## Représentation artistique
Dans le téléfilm Anita Garibaldi de Claudio Bonivento, Andrea Aguyar est interprété par Thamisanqa Molepo.